# Demonice
Demonice  (in greco antico: Δημονίκη?, Dēmonìkē)  o Pisidice (in greco antico: Πεισιδίκη?, Peisidíkē) è un personaggio della mitologia greca, figlia di Agenore e di Epicasta.

## Mitologia
Figlia di due parenti (infatti i genitori erano cugini) era sorella di Portaone. 

Sposa del dio Ares generò i figli Eveno, Testio, Molo e Pilo.